# Njemačko-hrvatski univerzalni rječnik
Njemačko-hrvatski univerzalni rječnik zasigurno je jedan od najvećih hrvatskih dvojezičnih rječnika. Prvo izdanje rječnika izdano je 2005. godine od Instituta za hrvatski jezik i jezikoslovlje i Nakladnog zavoda Globus. Rječnik ima 2076 dvostupačnih stranica, 120 000 natuknica i više od 500 000 ilustrativnih primjera. Njemački naziv ovog rječnika je Deutsch-kroatisches Universalwörterbuch. Rječnik je univerzalan što znači da je namijenjen za upotrebu u svim područjima života, znanosti, kulturi, politici, tehnologiji i svakodnevnom životu.

## Opis
Rječnih je narančasto-crvene boje. S crnim slovima je napisan naslov knjige prvo na njemačkome a potom i na hrvatskome jeziku. Naslov na dva jezika dijeli crvena crta koja se proteže od početka naslova pa do njegovog kraja. Ispod naslova nalaze se se tri natuknice s podacima o knjizi, prvo na njemačkome jeziku a potom na hrvatskome jeziku. Rječnik ima tvrde korice i kvalitetne je izrade. Listovi rječnika tanki su i glatki što sprječava da knjiga bude previše teška i velika opsegom. Na poleđini rječnika nalazi se tekst iz Uvoda knjige na njemačkom i na hrvatskom jeziku.
Rječnik sadrži brojne natuknice ne samo s njemačkog govornog područja već i s austrijskog i švicarskog govornog područja što čini rječnik univerzalnijim. Svaka natuknica detaljno je objašnjena i navedena su sva moguća značenja te natuknice. Sama je natuknica podebljana kako bi se mogla bolje uočiti te je izvučena dva slova ispred objašnjenja. Natuknicama su također odvojeni slogovi okomitom crtom te na nekim natuknicama su točkom ili vodoravnom crtom ispod slova ili sloga označen naglasak. Riječi koje potiču iz drugih jezika a ne izgovaraju se po pravilima njemačkog jezika fonetskim simbolima su napisane nakon natuknice.

## Rad na rječniku
U radu na rječniku sudjelovali su brojni stručnjaci iz različitih područje. Rječnik je u redakciji Josipa Matešića, urednica rječnika je Dunja Brozović-Rončević. Recenzenti ovoga rječnika su prof. dr. Mirko Gojmerac, akademik Radoslav Katičić, prof. Tamara Marčetić i prof. dr. Stjepko Težak. Na rječniku je radilo ukupno 55 strukovnih redaktora iz brojnih područja. Na rječniku su radili Renate Hansen-Kokoruš, Josip Matešić, Zrinka Pečur-Medinger i Marija Znika.

## Vanske poveznice
- Njemačko - hrvatski univerzalni rječnik - VBZ[neaktivna poveznica]
- Njemačko-hrvatski univerzalni rječnik - Hrvatska znanstvena bibliografija